# Liste der Monuments historiques in Val-d’Auzon
Die Liste der Monuments historiques in Val-d’Auzon führt die Monuments historiques in der französischen Gemeinde Val-d’Auzon auf.

## Liste der Immobilien
| Bezeichnung      | Beschreibung            | Standort                                 | Kennzeichnung | Schutzstatus | Datum | Bild |
| ---------------- | ----------------------- | ---------------------------------------- | ------------- | ------------ | ----- | ---- |
| Kirche St-Martin | aus dem 16. Jahrhundert | Auzon-les-Marais, rue de l’Église (Lage) | PA00078286    | Inscrit      | 1926  |      |

## Liste der Objekte
| Bezeichnung                                | Beschreibung                                                                                    | Standort                                         | Kennzeichnung | Schutzstatus   | Datum | Bild |
| ------------------------------------------ | ----------------------------------------------------------------------------------------------- | ------------------------------------------------ | ------------- | -------------- | ----- | ---- |
| Gemälde Mantelteilung des heiligen Martin  | Ölfarbe auf Leinwand, Anfang des 19. Jahrhunderts                                               | Auzon-les-Marais, in der Kirche St-Martin (Lage) | PM10004530    | Inscrit        | 1975  |      |
| Gemälde Heiliger Nikolaus                  | Ölfarbe auf Leinwand, bezeichnet 1642                                                           | Auzon-les-Marais, in der Kirche St-Martin (Lage) | PM10002701    | Classé         | 1975  |      |
| Skulptur Mantelteilung des heiligen Martin | Kalkstein, farbig gefasst und vergoldet, 16. Jahrhundert                                        | Villehardouin, in der Kirche St-Martin (Lage)    | PM10002709    | Classé         | 1959  |      |
| Pietà (1)                                  | Kalkstein, farbig gefasst, 16. Jahrhundert                                                      | Villehardouin, in der Kirche St-Martin (Lage)    | PM10002710    | Classé         | 1982  |      |
| Kruzifix                                   | Holz, farbig gefasst, 16. Jahrhundert                                                           | Auzon-les-Marais, in der Kirche St-Martin (Lage) | PM10004531    | Inscrit        | 1975  |      |
| Skulptur Madonna mit Kind (1)              | Kalkstein, farbig gefasst, 16. Jahrhundert                                                      | Montangon, in der Kirche St-Martin (Lage)        | PM10002704    | Classé         | 1913  |      |
| Pietà (2)                                  | Kalkstein, farbig gefasst, 16. Jahrhundert                                                      | Montangon, in der Kirche St-Martin (Lage)        | PM10002705    | Classé         | 1913  |      |
| Büste eines heiligen Abtes                 | Kalkstein, Anfang des 16. Jahrhunderts; eingelagert                                             | Montangon, in der Kirche St-Martin (Lage)        | PM10002706    | Classé         | 1983  |      |
| Kirchenfenster (1)                         | aus dem 16. Jahrhundert                                                                         | Villehardouin, in der Kirche St-Martin (Lage)    | PM10002708    | Classé         | 1913  |      |
| Prozessionsstab Madonna mit Kind           | Holz, farbig gefasst und vergoldet, 19. Jahrhundert                                             | Montangon, in der Kirche St-Martin (Lage)        | PM10004522    | Inscrit        | 1983  |      |
| Prozessionsstab Heiliger Martin            | Holz, farbig gefasst und vergoldet, 18. Jahrhundert                                             | Montangon, in der Kirche St-Martin (Lage)        | PM10004516    | Inscrit        | 1983  |      |
| Hauptaltar                                 | Retabel; Eichenholz, farbig gefasst und vergoldet, 19. Jahrhundert; zugehörig PM10004520        | Villehardouin, in der Kirche St-Martin (Lage)    | PM10004532    | Inscrit        | 1982  |      |
| Gemälde Tod des heiligen Martin            | Ölfarbe auf Leinwand, 1882 von Charles Hugot                                                    | Villehardouin, in der Kirche St-Martin (Lage)    | PM10004520    | Inscrit        | 1982  |      |
| Kirchenfenster (2)                         | aus dem 16. Jahrhundert                                                                         | Auzon-les-Marais, in der Kirche St-Martin (Lage) | PM10002696    | Classé         | 1894  |      |
| Weihwasserbecken                           | Gusseisenschale, 16. Jahrhundert; Kalksteinsockel, 11. Jahrhundert                              | Auzon-les-Marais, in der Kirche St-Martin (Lage) | PM10002699    | Classé Inscrit | 1913  |      |
| Skulptur Madonna mit Kind (2)              | Eichenholz, farbig gefasst, 17. Jahrhundert                                                     | Auzon-les-Marais, in der Kirche St-Martin (Lage) | PM10002700    | Classé         | 1955  |      |
| Kirchenfenster (3)                         | aus dem 16. Jahrhundert                                                                         | Montangon, in der Kirche St-Martin (Lage)        | PM10002702    | Classé         | 1894  |      |
| Glocke                                     | Bronze, 1561 gegossen                                                                           | Villehardouin, in der Kirche St-Martin (Lage)    | PM10002707    | Classé         | 1913  |      |
| Adlerpult                                  | Eichenholz, vergoldet, bezeichnet 1815                                                          | Auzon-les-Marais, in der Kirche St-Martin (Lage) | PM10004533    | Inscrit        | 1984  |      |
| Prozessionsstab Heiliger Nikolaus          | Holz, farbig gefasst und vergoldet, 19. Jahrhundert                                             | Montangon, in der Kirche St-Martin (Lage)        | PM10004514    | Inscrit        | 1983  |      |
| Prozessionsstab Heiliger Eligius           | Holz, farbig gefasst und vergoldet, 19. Jahrhundert                                             | Montangon, in der Kirche St-Martin (Lage)        | PM10004528    | Inscrit        | 1983  |      |
| Türbänder                                  | Schmiedeeisen, 11. oder 12. Jahrhundert                                                         | Auzon-les-Marais, in der Kirche St-Martin (Lage) | PM10002697    | Classé         | 1913  |      |
| Taufbecken                                 | Kalkstein, 12. Jahrhundert                                                                      | Auzon-les-Marais, in der Kirche St-Martin (Lage) | PM10002698    | Classé         | 1913  |      |
| Prozessionskreuz                           | Holz, Silber, Kupfer, zwischen 1564 und 1567; im Musée Napoléon in Brienne-le-Château deponiert | Montangon, in der Kirche St-Martin (Lage)        | PM10002703    | Classé         | 1894  |      |